# Libythea sanguinalis
Libythea sanguinalis är en fjärilsart som beskrevs av Hans Fruhstorfer 1898. Libythea sanguinalis ingår i släktet Libythea och familjen praktfjärilar. Inga underarter finns listade i Catalogue of Life.